# تيري جونسون (سياسي)
تيري جونسون (بالإنجليزية: Terry Johnson)‏ هو سياسي أمريكي، ولد في 9 يناير 1950. انتخب عضو مجلس نواب جورجيا.